# Andrew Feustel

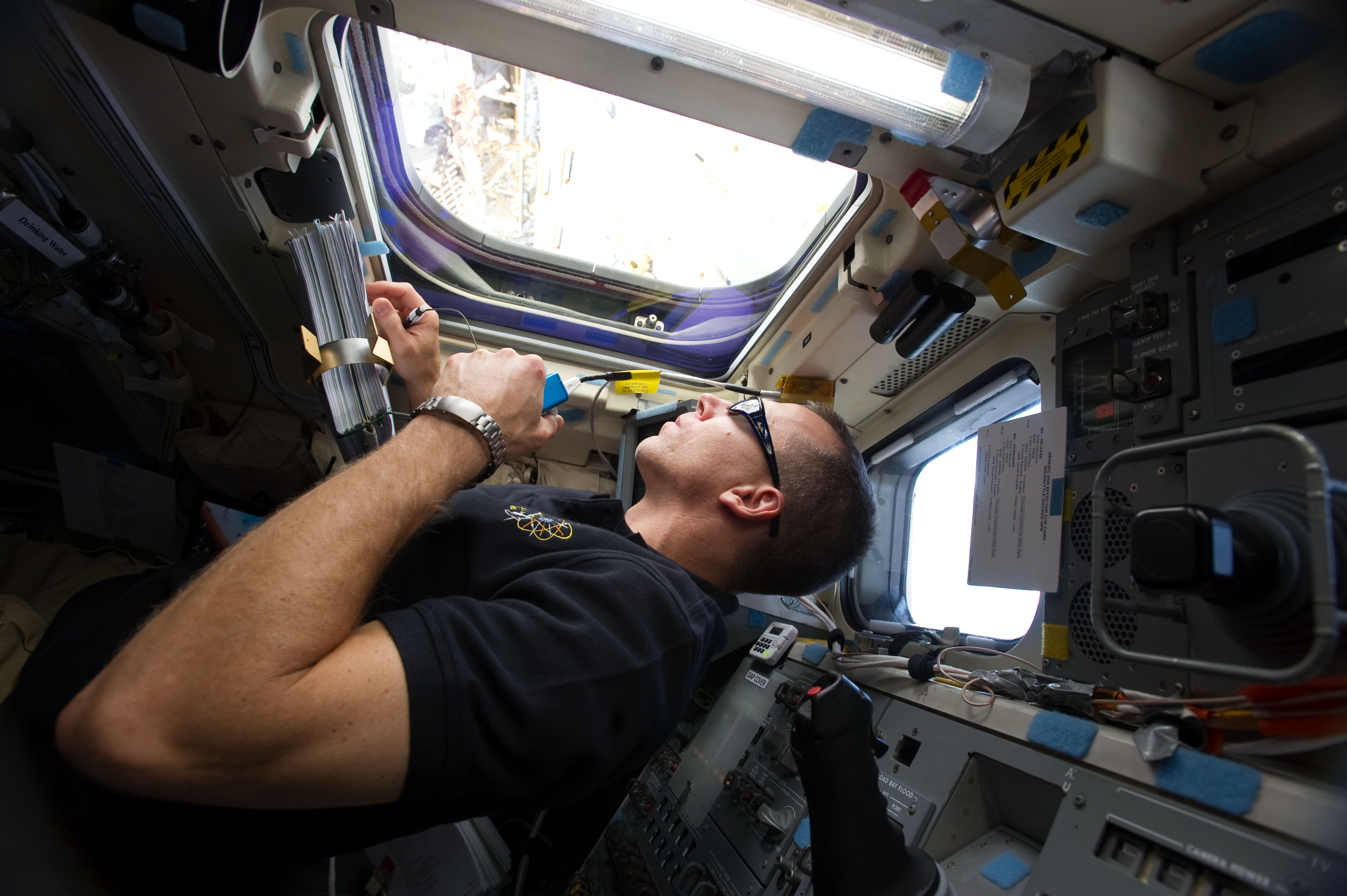
Andrew Feustel w trakcie misji STS-134

Andrew Jay Feustel (ur. 25 sierpnia 1965 w Lancaster) – amerykański geofizyk, członek korpusu astronautów NASA.

## Wykształcenie oraz praca zawodowa
- 1983 – ukończył szkołę średnią (Lake Orion High School) w Lake Orion (stan Michigan). Będąc uczniem starszych klas pracował jako mechanik samochodowy w International Autoworks, Ltd. w Farmington Hills. Zajmował się renowacją jaguarów z lat 50.
- 1989 – został absolwentem Uniwersytetu Purdue (stan Indiana), gdzie uzyskał licencjat w dziedzinie fizyki ziemi. Podczas nauki i stażu magisterskiego Feustel był asystentem wykładowcy Katedry Ziemi i Atmosfery.
- 1991 – na tej samej uczelni otrzymał stopień magisterski z geofizyki.
- 1991-1997 – po studiach przeniósł się do Kanady, gdzie pracował na Uniwersytecie Królowej w Kingston (prowincja Ontario) jako asystent prowadzący m.in. zajęcia na studiach magisterskich. W 1995 obronił pracę doktorską z sejsmologii. Przez trzy lata był geofizykiem w Engineering Seismology Group w Kingston. Zajmował się zbieraniem danych z czujników sejsmicznych zainstalowanych w kopalniach znajdujących się we wschodniej Kanadzie oraz Stanach Zjednoczonych.
- 1997 – do czasu przejścia do NASA pracował w Exxon Mobil Exploration Company w Houston (stan Teksas).

## Praca w NASA i kariera astronauty
- 2000 – 26 lipca został przyjęty do korpusu amerykańskich astronautów (NASA-18(inne języki)) w charakterze kandydata na specjalistę misji. W sierpniu przystąpił do szkolenia. Zapoznał się z budową promów kosmicznych i Międzynarodowej Stacji Kosmicznej oraz odbył zajęcia z przetrwania w warunkach ekstremalnych. W bazie lotniczej w Pensacoli (stan Floryda) opanował również pilotowanie samolotu T-38.
- 2002 – zakończył przeszkolenie podstawowe i został skierowany do Biura Astronautów NASA. Pracował w wydziale eksploatacji wahadłowców (Shuttle Operations Branch) oraz wydziale eksploatacji stacji kosmicznej (Space Station Operations Branch).
- 2006 – w lipcu uczestniczył w tygodniowej podwodnej misji NEEMO 10 (NASA Extreme Environment Mission Operations) realizowanej przez NASA i NOAA. Wspólnie z Feustelem w eksperymencie uczestniczył również japoński astronauta Koichi Wakata oraz Karen Nyberg z korpusu astronautów NASA. Uzyskane wyniki badań będą wykorzystane przez NASA m.in. w pracach nad powrotem astronautów na Księżyc i w ewentualnej załogowej misji na Marsa.
- 2006 – 31 października został mianowany specjalistą misji w załodze STS-125.
- 2009 – 11 maja na pokładzie wahadłowca Atlantis wystartował do lotu STS-125. Podczas tej wyprawy astronauci wykonali kolejny remont teleskopu Hubble’a (misja HST-SM4).
- 2009 – 11 sierpnia wyznaczony został do lotu STS-134 jako specjalista misji[1].
- 2011 – w dniach 16 maja – 1 czerwca odbył swój drugi lot kosmiczny w misji STS-134 – ostatniej misji wahadłowca Endeavour i przedostatniej całego programu Space Shuttle. Drew Feustel, astronauta i geofizyk NASA, który przez 23 lata pełnił kluczowe role w Biurze Astronautów w Johnson Space Center, zakończył swoją karierę 31 lipca 2023 roku. Feustel, weteran trzech misji kosmicznych i dziewięciu spacerów kosmicznych, odszedł na emeryturę po wieloletniej służbie.[2]

Stowarzyszenie Uczestników Lotów Kosmicznych (Association of Space Explorers) przyznało mu Universal Astronaut Insignia za lot orbitalny (nr 494).

## Wykaz lotów
| Loty kosmiczne, w których uczestniczył Andrew Jay Feustel                | Loty kosmiczne, w których uczestniczył Andrew Jay Feustel | Loty kosmiczne, w których uczestniczył Andrew Jay Feustel | Loty kosmiczne, w których uczestniczył Andrew Jay Feustel | Loty kosmiczne, w których uczestniczył Andrew Jay Feustel | Loty kosmiczne, w których uczestniczył Andrew Jay Feustel | Loty kosmiczne, w których uczestniczył Andrew Jay Feustel |
| Lp.                                                                      | Data startu                                               | Statek kosmiczny                                          | Data lądowania                                            | Statek kosmiczny                                          | Funkcja                                                   | Czas trwania                                              |
| ------------------------------------------------------------------------ | --------------------------------------------------------- | --------------------------------------------------------- | --------------------------------------------------------- | --------------------------------------------------------- | --------------------------------------------------------- | --------------------------------------------------------- |
| 1                                                                        | 11 maja 2009                                              | STS-125 Atlantis F-30                                     | 24 maja 2009                                              | STS-125 Atlantis F-30                                     | Specjalista misji                                         | 12 dni 21 godzin 37 minut i 8 sekund                      |
| 2                                                                        | 16 maja 2011                                              | STS-134 Endeavour F-25                                    | 1 czerwca 2011                                            | STS-134 Endeavour F-25                                    | Specjalista misji                                         | 15 dni 17 godzin 38 minut i 23 sekundy                    |
| Łączny czas spędzony w kosmosie — 28 dni 15 godzin 15 minut i 31 sekund. |                                                           |                                                           |                                                           |                                                           |                                                           |                                                           |